# Garu-Tempane
Garu-Tempane är ett distrikt i Ghana.   Det ligger i regionen Övre östra regionen, i den norra delen av landet, 600 km norr om huvudstaden Accra. Antalet invånare är 116 215. Arean är 1 230 kvadratkilometer.
Terrängen i Garu-Tempane är platt norrut, men söderut är den kuperad.